# ألان كيرشاو
ألان كيرشاو (بالإنجليزية: Alan Kershaw)‏ (23 أبريل 1954 - ) هو لاعب كرة قدم بريطاني في مركز الظهير. لعب مع نادي ساوثبورت.